# Marcel Strauss
Marcel Strauss (Feuerthalen, 15 de agosto de 1976) es un antiguo ciclista suizo ya retirado. Debutó en 1999 con el equipo Post Swiss Team.

## Palmarés
2000
- 2.º en el Campeonato de Suiza en Ruta

2002
- 1 etapa de la Ster Elektrotoer

2005
- 3.º en el Campeonato de Suiza en Ruta

2006
- 2.º en el Campeonato de Suiza en Ruta

## Resultados en Grandes Vueltas y Campeonatos del Mundo
| Carrera         | Carrera         | 1999 | 2000 | 2001 | 2002 | 2003 | 2004  | 2005  | 2006 | 2007 | 2008 |
| --------------- | --------------- | ---- | ---- | ---- | ---- | ---- | ----- | ----- | ---- | ---- | ---- |
|                 | Giro de Italia  | —    | —    | —    | —    | Ab.  | 104.º | 102.º | —    | —    | —    |
|                 | Tour de Francia | —    | —    | —    | —    | —    | —     | —     | —    | —    | —    |
|                 | Vuelta a España | —    | —    | —    | —    | —    | —     | Ab.   | Ab.  | —    | —    |
| Mundial en Ruta | Mundial en Ruta | —    | Ab.  | Ab.  | —    | 71.º | Ab.   | —     | —    | —    | —    |

—: no participa

Ab.: abandono